# Tri Mulya Agung
Tri Mulya Agung is een bestuurslaag in het regentschap Musi Banyuasin van de provincie Zuid-Sumatra, Indonesië. Tri Mulya Agung telt 1579 inwoners (volkstelling 2010).